# 广佛路
广佛路（旧称广佛公路）是一条连接广州与佛山的城市主干道，全路为东西走向，连接佛山大道北与芳村大道西，位于广州市荔湾区与佛山市南海区，全长16.5km。
23°06′41″N 113°08′52″E / 23.1114855°N 113.1476581°E

## 历史
1949年，该道路通车，以取代新中国成立后，道路老旧狭窄，不能满足发展需要的原省佛通衢古驿道。
2013年，禅西大道通车后，325国道改线，广佛路正式成为一条城市主干道，成为121省道和263省道的一部分。